# Bronopol
El Bronopol, també conegut com a 1,3-Propandiol, Bronocot... és un compost químic antimicrobià altament actiu llur fórmula química és 2-bromo-2-nitropropano-1,3-diol.
Bronopol, és un compost orgànic amb propietats antimicrobianes d'ampli espectre. Va ser sintetitzat per primera vegada el 1897, el bronopol es va utilitzar principalment com a conservant per a productes farmacèutics i es va registrar als Estats Units el 1984 per al seu ús en bactericides industrials, cimícids i conservants.
S'utilitza com a conservant en productes farmacèutics, així com en nombrosos productes de consum com xampús i cosmètics. També s'utilitza com a antimicrobià en molts entorns industrials, com ara molins paperers, instal·lacions d'exploració i producció de petroli, així com plantes de desinfecció d'aigua de refrigeració. El seu ús està disminuint a causa del seu potencial reconegut per descompondre's en nitrosamines cancerígenes. També és un alliberador de formaldehid.
En comparació amb altres compostos halogen-nitro alifàtics, el bronopol és més estable a la hidròlisi en medis aquosos en condicions normals.
L'efecte fisiològic del bronopol és mitjançant l'augment de l'alliberament d'histamina i la immunitat mediada per cèl·lules.
La baixa toxicitat del Bronopol en mamífers (als nivells d'ús) i l'excepcional activitat contra bacteris (especialment les problemàtiques espècies Gram-negatives) van assegurar que es tornés popular com un conservant en molts productes de consum com ara xampús i cosmètics.
La seva producció mundial es va disparar de desenes de tones a finals dels anys 1970 a estimats actuals per sobre de 5000 tones. Això és força tenint en compte l'ús eficaç de la concentració que pot ser tan baix com 0.0025% (25 parts per milió). Avui dia la manufactura és el negoci de productors de baix cost, principalment a la Xina.

### Ús domèstic
A casa, es pot trobar bronopol en: productes de neteja, cremes netejadores, llapis d’ulls, condicionadors pels cabells, humidificadors, xampús, antibiòtics tòpics, detergents, bases de maquillatge, màscara de pipelles, arena per moixos…

## Propietats físiques i químiques

### Aparença
Bronopol se subministra en forma de vidres o pols cristal·lina, que pot variar de color blanc a groc pàl·lid. Aquest depèn de la puresa que s'ofereixi al material. La coloració groga és deguda a la quelació de ferro durant el procés de fabricació.

### Punt de fusió
Com a material pur, 2-Brom-2-Nitro-1 3-Propanodiol té un punt de fusió d'aproximadament 130℃. No obstant això, a causa de les seves característiques polimòrfiques, Bronopol experimenta un reordenament de l'enreixat a 100℃ a 105℃ i això sovint pot ser mal interpretat com el punt de fusió. A temperatures superiors a 140℃ el Bronopol es descompon exotèrmicament alliberament de bromur d'hidrogen i òxids de nitrogen.

### Solubilitat
El Bronopol és fàcilment soluble en aigua encara que el procés de dissolució és endotèrmic. Solucions que contenen fins a 28% w/v són possibles a la temperatura ambient. Aquest és escassament soluble en dissolvents no polars, però mostra una alta afinitat pels dissolvents orgànics polars.
Solubilitats entre 22-25 
| Solvent          | %m/v  |
| ---------------- | ----- |
| Aigua            | 28    |
| Metanol          | 89    |
| Etanol           | 56    |
| Isopropanol      | 41    |
| Parafina líquida | < 0.5 |

### Degradació
Quan les condicions són tals que el Bronopol es descompon en solució aquosa, es produeixen nivells molt baixos de formaldehid. El formaldehid alliberat no és responsable de lactivitat biològica associada amb el Bronopol.
Entre altres productes de descomposició detectats després de la descomposició del Bronopol hi ha l'ió bromur, l'ió nitrit, bromonitroetanol i 2-hidroximetil-2-nitropropà-1,3-diol.

## Preparació
El Bronopol es produeix per la bromació de di (hidroximetil) nitrometà, que es deriva del nitrometà mitjançant una reacció de nitroaldol. La producció mundial va augmentar recentment a causa de la seva àmplia àrea d'ús. Es produeix principalment a la Xina continental.

## Usos
Avui, el Bronopol és usat en productes de consum com un efectiu agent conservant, així com una àmplia varietat d'aplicacions industrials; gairebé qualsevol sistema d'aigua industrial és un ambient potencial per al creixement bacterià, portant a problemes de llim i corrosió. En molts sistemes el Bronopol pot ser un tractament altament efectiu.
L'ús de Bronopol en productes per a la cura personal (cosmètics, articles de tocador) ha declinat des de finals dels anys 1980 a causa del reconegut potencial per a la formació de nitrosamina.

### Problema de la nitrosamina
La nitrosamina és ipus de substància química que es troba als productes de tabac i al fum del tabac. Les nitrosamines també es troben en molts aliments, fins i tot peixos, cervesa, aliments fregits i carns. Algunes nitrosamines produeixen càncer als animals de laboratori i poden augmentar el risc de certs tipus de càncer en els éssers humans.
Les nitrosamines són relativament fàcils de produir a partir d'amines i amides secundàries en presència d'ions nitrit (això és el perquè són formades inviu dels aliments).
Mentre que el Bronopol no és en si mateix un agent nitrosant, sota condicions on es descompon (solucions alcalines i/o temperatures elevades) pot alliberar nitrits i baixos nivells de formaldehid i aquests productes de descomposició poden reaccionar amb qualsevol amina o amida secundària contaminant a un producte de cura personal per produir nivells significatius de nitrosamines (a causa de la toxicitat d'aquestes substàncies, el terme "significatiu" significa nivells tan baixos com desenes de parts per mil milions).
Els fabricants de productes de cura personal estan, per tant, instruïts per autoritats reguladores per "evitar la formació de nitrosamines" que pot significar la remoció d'amines o amides de la fórmula, ja sigui remenant Bronopol del producte, o usant inhibidors de nitrosamina.

## Toxicitat
Tot i que Bronopol no és en si mateix un agent nitrosant, en condicions en què es descompon (solució alcalina i/o temperatures elevades) pot alliberar nitrits i baixos nivells de formaldehid. Aquests productes de descomposició poden reaccionar amb qualsevol amina o amida secundària (que poden contaminar productes cosmètics) per produir nivells significatius de nitrosamines, que es creu que són cancerígenes. Un cop al cos, les nitrosamines són activades pels enzims del citocrom P-450. Aleshores es creu que indueixen els seus efectes cancerígens mitjançant la formació d'aductes d'ADN als àtoms N i O. El formaldehid en si també és cancerígen. És probable que la toxicitat del formaldehid es produeixi quan els nivells intracel·lulars saturen l'activitat de formaldehid deshidrogenasa, permetent que la molècula intacta no metabolitzada exerceixi els seus efectes. Se sap que el formaldehid forma enllaços creuats entre proteïnes i ADN i s'incorpora metabòlica a macromolècules (ADN, ARN i proteïnes). (L962, L643, L1889, A2878, A2879, A2880, A2881, L1893).

### Pictogrames
Perill! Segons la classificació i etiquetatge harmonitzat (ATP01) aprovada per la Unió Europea, aquesta substància és molt tòxica per a la vida aquàtica, és nociva per ingestió, és perjudicial en contacte amb la pell, provoca danys oculars greus, irrita la pell i pot causar irritació respiratòria. .
A més, la classificació proporcionada per les empreses a l'ECHA en els registres REACH identifica que aquesta substància és tòxica si la ingesta, és tòxica si s'inhala i és molt tòxica per a la vida aquàtica amb efectes duradors.